# 135
135（一百三十五）是134與136之間的自然數。

## 数学领域
- 合數，正因數有1、3、5、9、15、27、45和135。
質因數分解為{\displaystyle 3^{3}\times 5}。
- 虧數，真因數和為105，虧度為30。
- 第45個十进制的哈沙德數。前一個為133、下一個為140。
- 第59個十进制的等數位數。前一個為134、下一個為137。
- 可表示為各位數字和及各位數字積的乘積，是和積數（英语：sum-product number）（除135外，只有1及144有此性質）：

{\displaystyle 135=(1+3+5)(1\times 3\times 5)}
- 可表示為各位數字的次方和，其中最高位數是一次方，其他數字的幂次分別為二次方及三次方（除135外，175、518及598也有此性質）：

{\displaystyle 135=1^{1}+3^{2}+5^{3}}
- 正八邊形的內角恰為135度。
  - 第3個46邊形數。
- 第5个十五边形数

## 其他领域
- 135胶片是胶片的一种